# Görkwitz
Görkwitz è un comune di 303 abitanti della Turingia, in Germania.
Appartiene al circondario (Landkreis) del Saale-Orla-Kreis (targa SOK) ed è parte della comunità amministrativa (Verwaltungsgemeinschaft) di Seenplatte.